# Dariusz Brytan
Dariusz Brytan (ur. 16 kwietnia 1967 we Wrocławiu) – piłkarz polski, trener. W polskiej ekstraklasie rozegrał 70 spotkań i zdobył 5 bramek.

## Kariera sportowa
Karierę sportową rozpoczął w Metalowcu Janów Lubelski. Był zawodnikiem kolejno Stali Kraśnik, Stali Stalowa Wola (1988–1993), Polonii Gdańsk, Motoru Lublin, KSZO Ostrowiec Świętokrzyski (1995–1998), Ceramiki Opoczno, RKS Radomsko, Pogoni Staszów, Janowianki Janów Lubelski. W I lidze grał w sezonach 1987/1988, 1991/1992, 1993/1994 (Stal Stalowa Wola) i 1997/1998 (KSZO). Był grającym trenerem Janowianki.

## Kariera samorządowa
Działał w samorządzie w Janowie Lubelskim, pełniąc m.in. funkcję przewodniczącego Komisji Rewizyjnej Rady Powiatu i członka Komisji Zdrowia, Oświaty, Kultury i Sportu.

## Życie prywatne
Jego syn, Sebastian Brytan, również został piłkarzem.